# Eigil Vedel Schmidt
Ejgil Vedel Schmidt (22. februar 1912 i Svendborg – 15. september 2002 smst) var en dansk billedhugger og kunstmaler. 
Schmidt var uddannet fra teknisk skole og Kunstakademiet i København. Han modtog flere priser. 

## Værker
- Skive, 1948, "Ida og Marie på trappen", granitskulptur, Asylgade.
- Svendborg, 1953 "Svendborgpigen", Niels Hansens Vej, Søfartsmonumentet ved Lystbådehavnen og "Gående par", Odensevej.
- Søby, 1965: Søby Skole på Ærø."En gravid kvinde med et lille barn", statue i Bornholmsk granit.
- Voer Kirke, 1953, Krucifiks
- Horsens, 1959, Ceresbrønden, Nørretorv.